# Ginger Johnson
Ginger Folorunso Johnson (né vers 1920 et décédé en 1972 à Lagos) est un percussionniste nigérian. Il se fait connaître dans le Londres des Swinging Sixties avec son groupe Ginger Johnson and his African Messengers.

## Biographie
Né Folorunso Johnson, ce musicien à la peau sombre est surnommé « Ginger » (« rouquin » en français) en raison de ses cheveux roux et de ses taches de rousseur. Pendant la Seconde Guerre mondiale, il quitte son pays natal en tant que marin et découvre les clubs de jazz du monde entier. Il reste en Angleterre, où il joue dans les années 1950 avec des musiciens comme Harry Parry et Edmundo Ros. Il finit par former son propre groupe, Ginger Johnson and his African Messengers, qui mêle musique africaine et éléments de jazz.
Il est considéré comme partie intégrante de la scène underground anglaise et se produit notamment au UFO Club et lors de happenings et d'événements comme The 14 Hour Technicolor Dream. Le 5 juillet 1969, les Ginger Johnson's African Drummers accompagnent les Rolling Stones lors de leur concert à Hyde Park.
De retour au Nigeria, Ginger Johnson décède en 1972 après une crise cardiaque. 

## Discographie
- 1967 : African Party – Ginger Johnson and his African Messengers (sur CD en 2005)
- 1967 : Music from Africain – Ginger Johnson and his African Messengers
- 2006 : London Is the Place for Me 4: African Dreams and the Piccadilly High Life – (compilation avec 2 morceaux de Ginger Folorunso Johnson)